# 关敏
关敏（1955年—），辽宁凤城人，满族，中华人民共和国政治人物、第十一届全国人民代表大会河北地区代表。
毕业于天津体育学院管理干部专修班行政管理专业。加入民进，担任秦皇岛市政协副主席。2008年起担任全国人大代表。